# Tomáš Sivok
Tomáš Sivok (Pelhřimov, 15 september 1984) is een Tsjechisch voetballer die bij voorkeur als centrale verdediger speelt. Hij verruilde in 2015 Beşiktaş JK voor Bursaspor. Sivok debuteerde in 2005 in het Tsjechisch voetbalelftal.

## Interlandcarrière
Sivok speelde als verdediger of middenvelder 23 keer voor Tsjechië en maakte deel uit van de selectie voor Euro 2008. Op 3 september 2005 maakte hij zijn debuut voor de nationale ploeg. Hij nam met Tsjechië deel aan het Europees kampioenschap voetbal 2012 in Polen en Oekraïne, waar de ploeg van bondscoach Michal Bílek in de kwartfinales werd uitgeschakeld door Portugal door een rake kopbal van Cristiano Ronaldo. Met Tsjechië nam Sivok ook deel aan het Europees kampioenschap voetbal 2016 in Frankrijk. Na nederlagen tegen Spanje (0–1) en Turkije (0–2) en een gelijkspel tegen Kroatië (2–2) was Tsjechië uitgeschakeld in de groepsfase.